# Almedina
Almedina es un municipio español situado al sureste de la provincia de Ciudad Real, en la comunidad autónoma de Castilla-La Mancha y perteneciente a la comarca del Campo de Montiel, lindando con las estribaciones de Sierra Morena al sur y al este con la provincia de Albacete.

## Historia
Por el nombre (significa la fortaleza) se podía considerar que es de origen musulmán, cuando los indicios arqueológicos encontrados apuntan a un asentamiento íbero y anterior. Recientemente, Carlos J. Rubio fundamenta la teoría de que el nombre de esta población proceda en realidad del municipium romano de Mariana, que tras la conquista musulmana varió su nombre por al-Mariana > al-Madinat.
Por ser puerta de entrada a Sierra Morena, tuvo gran importancia durante los siglos de ocupación musulmana, pues no en vano, Inocente Hervás y Buendía coloca a Almedina como una de las tres ciudades más importantes de La Mancha musulmana, junto a Almodóvar y Calatrava la Vieja, junto a la alternancia cristiana, siendo lugar estratégico tanto por su situación geográfica, como por su ubicación en lo alto de un cerro.

## Geografía
Por su término municipal transcurren diversos afluentes que desembocan en el río Jabalón a 6 km de Almedina.
También nace el río Guadalén, subafluente del Guadalquivir.

## Demografía
Almedina cuenta con una población de 482 habitantes (INE 2024).
| Gráfica de evolución demográfica de Almedina entre 1842 y 2021                                                      |
| |
| Población de derecho según los censos de población del INE Población de hecho según los censos de población del INE |

## Símbolos,
Su escudo lo forma un castillo ubicado sobre un cerro y a ambos lados ondean las banderas musulmana y de la Orden de Santiago respectivamente.
Su bandera es verde y blanca formando triángulos hacia sus extremos.

## Política

### Listado de alcaldes desde 1979
| Nombre                        | Lista     | Fecha de posesión   | Fecha de baja       |
| ----------------------------- | --------- | ------------------- | ------------------- |
| Evelio Díaz Díaz              | UCD       | 19 de abril de 1979 | 19 de abril de 1979 |
| Porfirio Peláez Peláez        | UCD       | 19 de abril de 1979 | 23 de mayo de 1983  |
| Antonio Serrano Estacio       | AP/PDP/UL | 23 de mayo de 1983  | 30 de junio de 1987 |
| Antonio Serrano Estacio       | AP        | 30 de junio de 1987 | 15 de junio de 1991 |
| Miguel Moreno Briones         | PSCM-PSOE | 15 de junio de 1991 | 17 de junio de 1995 |
| Isidoro Rivera Lomas          | PSCM-PSOE | 17 de junio de 1995 | 3 de julio de 1999  |
| Isidoro Rivera Lomas          | PSCM-PSOE | 3 de julio de 1999  | 14 de junio de 2003 |
| Antonio Alfonsea Patón        | PSCM-PSOE | 14 de junio de 2003 | 16 de junio de 2007 |
| José Antonio Talavera Sánchez | PSCM-PSOE | 16 de junio de 2007 | 11 de junio de 2011 |
| José Antonio Talavera Sánchez | PSCM-PSOE | 11 de junio de 2011 | 13 de junio de 2015 |
| José Antonio Talavera Sánchez | PSCM-PSOE | 13 de junio de 2015 | 15 de junio de 2019 |
| José Antonio Talavera Sánchez | PSCM-PSOE | 15 de junio de 2019 | 17 de junio de 2023 |

### Composición del ayuntamiento por legislatura
1979-1983
| Lista     | N.⁰ de concejales |
| --------- | ----------------- |
| UCD       | 7                 |
| PCE       | 1                 |
| PSCM-PSOE | 1                 |
| Total     | 9                 |

1983-1987
| Lista     | N.⁰ de concejales |
| --------- | ----------------- |
| AP-PDP-UL | 6                 |
| PSCM-PSOE | 3                 |
| Total     | 9                 |

1987-1991
| Lista     | N.⁰ de concejales |
| --------- | ----------------- |
| AP        | 6                 |
| PSCM-PSOE | 3                 |
| Total     | 9                 |

1991-1995
| Lista     | N.⁰ de concejales |
| --------- | ----------------- |
| PSCM-PSOE | 4                 |
| PP-CLM    | 3                 |
| Total     | 7                 |

1995-1999
| Lista     | N.⁰ de concejales |
| --------- | ----------------- |
| PSCM-PSOE | 4                 |
| PP-CLM    | 3                 |
| Total     | 7                 |

1999-2003
| Lista     | N.⁰ de concejales |
| --------- | ----------------- |
| PSCM-PSOE | 4                 |
| PP-CLM    | 3                 |
| Total     | 7                 |

2003-2007
| Lista     | N.⁰ de concejales |
| --------- | ----------------- |
| PSCM-PSOE | 4                 |
| PP-CLM    | 3                 |
| Total     | 7                 |

2007-2011
| Lista     | N.⁰ de concejales |
| --------- | ----------------- |
| PSCM-PSOE | 4                 |
| PP-CLM    | 3                 |
| Total     | 7                 |

2011-2015
| Lista     | N.⁰ de concejales |
| --------- | ----------------- |
| PSCM-PSOE | 4                 |
| PP-CLM    | 3                 |
| Total     | 7                 |

2015-2019
| Lista     | N.⁰ de concejales |
| --------- | ----------------- |
| PSCM-PSOE | 5                 |
| PP-CLM    | 2                 |
| Total     | 7                 |

2019-2023
| Lista     | N.⁰ de concejales |
| --------- | ----------------- |
| PSCM-PSOE | 5                 |
| PP-CLM    | 2                 |
| Total     | 7                 |

## Economía
Básicamente agricultura (olivos, vid, hortofrutícola y cereales), construcción y confección textil.

## Patrimonio y lugares de interés
- Fuente pública.
- Puente romano.
- Iglesia parroquial de Santa María.
- Ermita de la Virgen de los Remedios.
- Edificio del Ayuntamiento de Almedina.
- Ermita de San Cristóbal.
- Paraje de los Barrancos.
- Vistas del Campo de Montiel.

## Cultura

### Folclore y costumbres
Baile de Ánimas, se celebra el 28 de diciembre, con orígenes del siglo XIV, donde los hombres pujan por bailar con las mujeres, llegando a pagar sumas importantes de dinero.

### Fiestas
- 5 de enero. Cabalgata de los Reyes Magos.
- 17 de enero. Luminarias de San Antón (la víspera).
- 2 de febrero. Luminarías de la Candelaria (la víspera).
- 3 de febrero. Luminarias de San Blas (la víspera).
- Carnavales.
- Miércoles de Ceniza. El entierro de la sardina.
- 25 de abril. Romería de San Marcos.
- 30 de abril y 1 de mayo. Las cruces y los mayos.
- 9 de mayo día de San Gregorio (patrón de Almedina).
- 15 de mayo. Romería de San Isidro.
- 10 de julio. Romería de San Cristóbal.
- 5 de agosto. Almedina Mora
- 15 de agosto. La Virgen de Agosto. Día del emigrante.
- 7 de octubre, fiestas patronales en honor de la Virgen del Rosario. Tradicional Rosario de la Aurora.
- 13 de diciembre. Luminarias de Santa Lucía.
- 24 de diciembre. Los Maitines.
- 28 de diciembre. Día de las Ánimas. Tradicional baile de noche desde el siglo XIV.

### Gastronomía
- Gachas
- Migas
- Galianos
- Pisto manchego
- Cocido
- Chuletas de cordero a la brasa